# SM-sarja 1928/29
Die Saison 1928/29 war die zweite Spielzeit der finnischen SM-sarja. Meister wurde zum ersten Mal in der Vereinsgeschichte überhaupt HJK Helsinki.

## Meisterschaft

### Halbfinale
- ViPS Viipuri – HPS Helsinki 3:4 n. V.
- HJK Helsinki – Åbo IFK 3:1

### Finale
- HJK Helsinki – HPS Helsinki 5:1